# 7,7 cm FK 96 n.A.
7,7 cm FK 96 n.A. – niemiecka armata polowa (Feldkanone) używana na masową skalę w I wojnie światowej.
W 1896 Armia Cesarstwa Niemieckiego wprowadziła do służby nową armatę polową 7,7 cm FK 96 o dosyć tradycyjnej konstrukcji. Armata ta nie posiadała oporopowrotnika. Rok później działo to stało się już przestarzałe gdy Francuzi wprowadzili do uzbrojenia szybkostrzelną armatę Canon de 75 mle 1897 posiadającą oporopowrotnik. Wprowadzenie do służby działa o porównywalnych osiągach stało się rzeczą pilną, a ponieważ stworzenie całkiem nowego działa byłoby zbyt drogie, od 1904 przeprowadzono dogłębną modernizację armaty FK 96. W ramach modernizacji właściwie zachowano tylko lufę i koła starszego działa, wprowadzając nowe łoże, zamek, oporopowrotnik i tarczę. Zmodernizowane działo otrzymało nazwę 7,7 cm FK 96 n.A. (od neuer Art, czyli nowego wzoru). Większość istniejących dział zmodernizowano do nowego standardu, podjęto również produkcję całkiem nowych dział tego modelu.

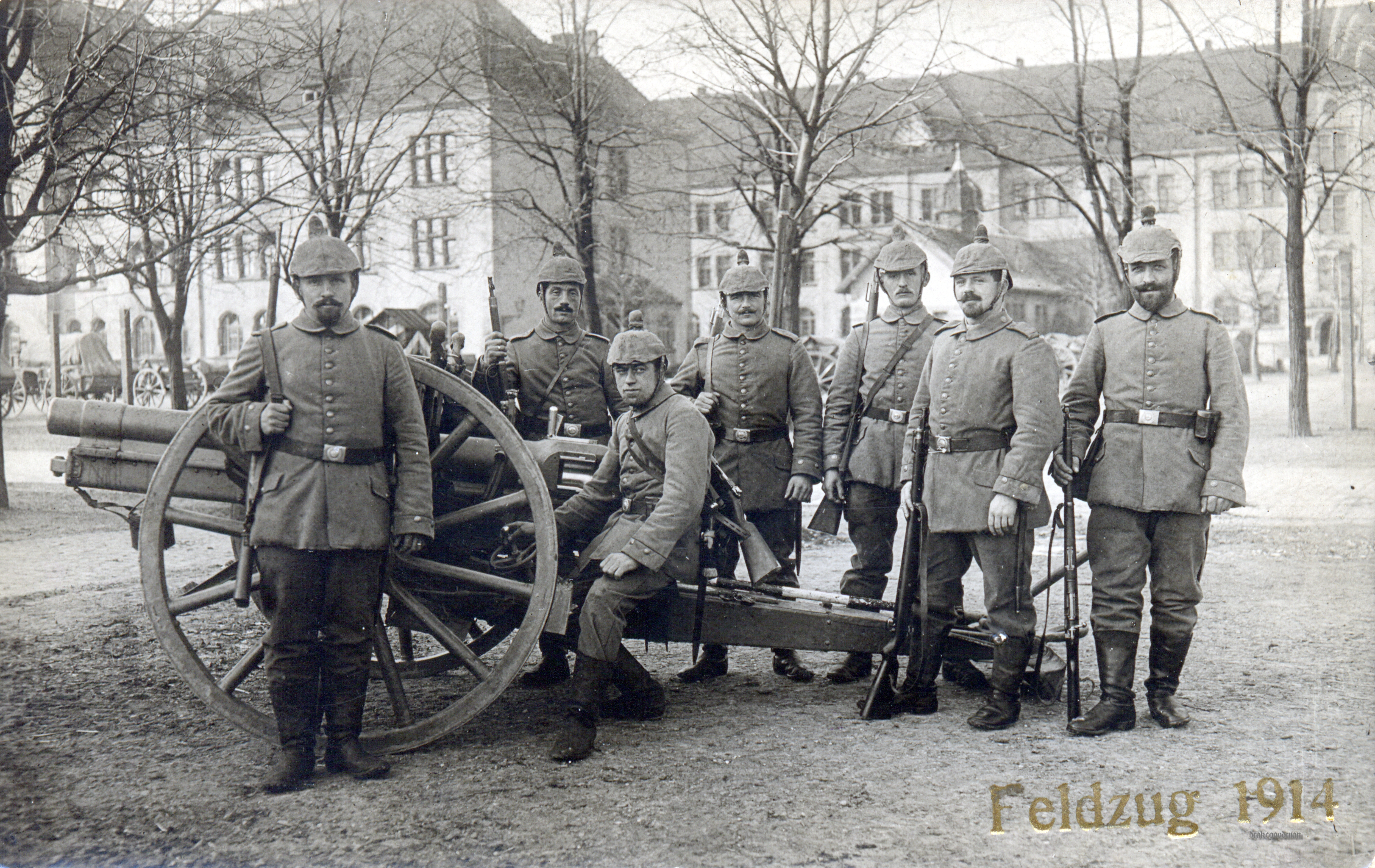
Niemiecka armata polowa 7,7 cm FK 96 n.A. wraz z obsługą w 1914 roku

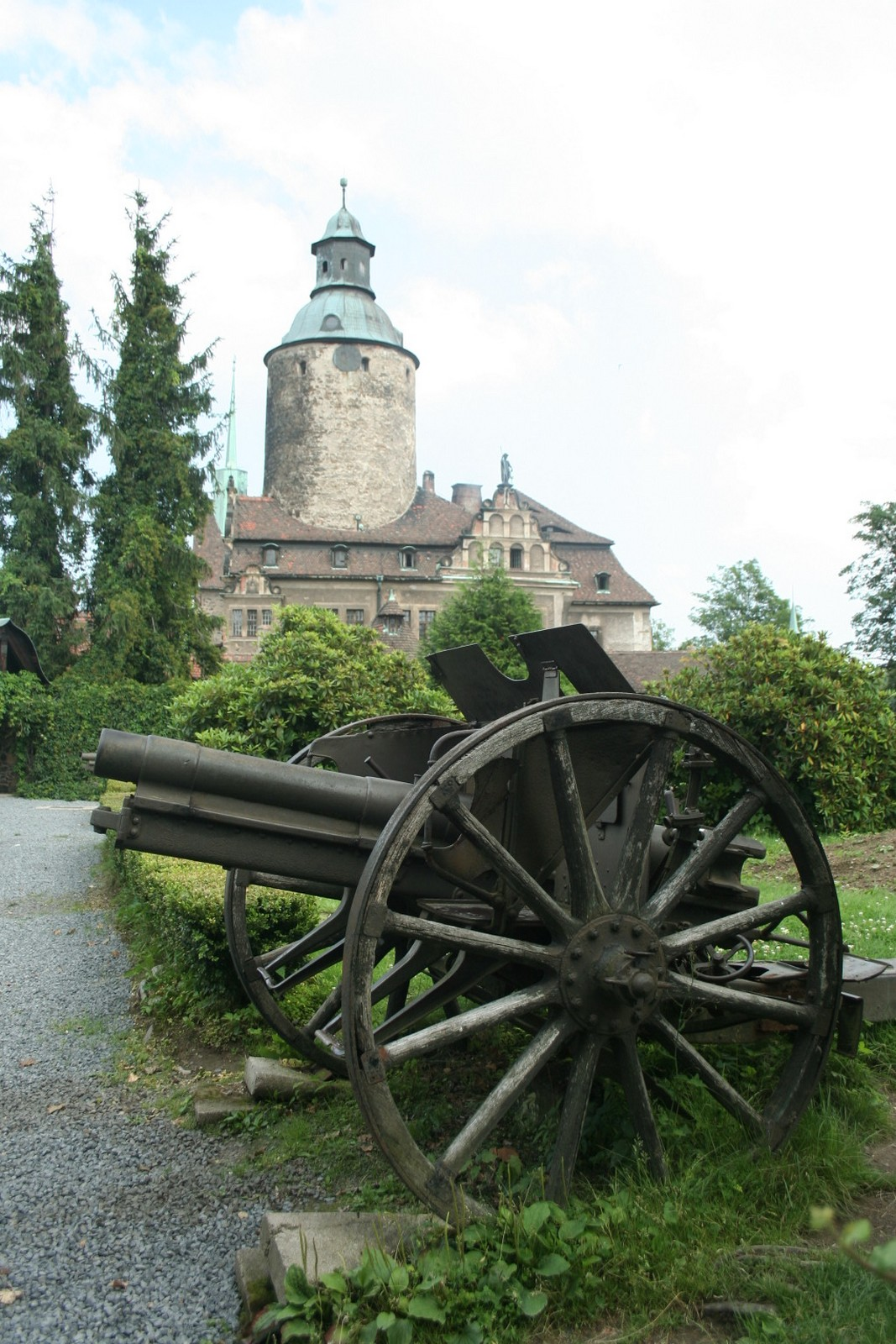
Niemiecka armata polowa 7,7 cm FK 96 n.A. na zamku Czocha

W lecie 1914 w momencie wybuchu I wojny światowej armia niemiecka miała na stanie 5086 tych armat i stanowiły one jej podstawową broń artyleryjską. Ponieważ armata nie była przystosowana do wojny pozycyjnej, która nastała na froncie zachodnim po 1914, od 1916 na jej miejsce wprowadzono nową armatę 7,7 cm FK 16. Pomimo tego armaty FK 96 n.A. służyły do końca wojny, a pewna liczba znalazła się również w Reichswerze w latach 20. XX wieku.
Armata w Wojsku Polskim posiadała oznaczenie 77 mm armata polowa wz.1896. Armaty te pochodziły ze składnic niemieckich znajdujących się na terenie Polski oraz w ramach sprzętu zdobytego na Pomorzu oraz przez Wojska Wielkopolskie. Armaty 77 mm wz.96, od połowy 1919 r., używał I i II pluton 1 baterii z 1 Dywizjonu Artylerii Konnej. W 1937 roku armaty zostały sprzedane hiszpańskim republikanom.